# Hercostomus strictilamellatus
Hercostomus strictilamellatus är en tvåvingeart som beskrevs av Octave Parent 1937. Hercostomus strictilamellatus ingår i släktet Hercostomus och familjen styltflugor.
Artens utbredningsområde är Kongo. Inga underarter finns listade i Catalogue of Life.